# Эрнандес, Хесус
Хесус Альберто Эрнандес Бласкес (исп. Jesús Alberto Hernández Blázquez; род. 28 сентября 1981, Авила,  автономное сообщество Кастилия-Леон, Испания) — испанский профессиональный шоссейный велогонщик, выступающий за команду Trek-Segafredo.

## Карьера

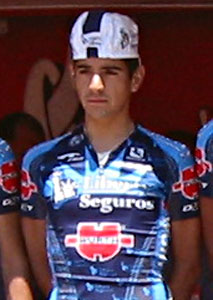
Хесус Эрнандес в 2005

Известен как бессменный грегари Альберто Контадора, с которым ездит с 2004 года.

## Достижения
2001
- 1-й на Subida a Urraki
- 1-й на Bergara (c) (Pentekostes Saria - Arcelor Mittal)
- 6-й на Trofeo Lehendakari - ГК

2006
- 5-й на GP Villafranca de Ordizia

| ГК | Генеральная классификация |

## Статистика выступлений наГранд Турах
| Гранд Тур | 2006 | 2007 | 2008 | 2009 | 2010 | 2011 | 2012 | 2013 | 2014 | 2015 | 2016 | 2017 |
| --------- | ---- | ---- | ---- | ---- | ---- | ---- | ---- | ---- | ---- | ---- | ---- | ---- |
| Джиро     | -    | -    | -    | -    | -    | 28   | -    | -    | -    | -    | 59   | 49   |
| Тур       | -    | -    | -    | -    | 140  | 92   | -    | 43   | сход | -    | -    | -    |
| Вуэльта   | сход | сход | -    | 19   | -    | -    | 43   | -    | 21   | -    | 43   |      |